# Gouvernement Talon II
Talon I 
Le gouvernement Patrice Talon II est le gouvernement de la république du Bénin depuis le 25 mai 2021, sous la 8e et 9e législature de l'Assemblée nationale. Il est dirigé par le président Patrice Talon, vainqueur de l'élection présidentielle du 11 avril 2021. Il succède au premier gouvernement Talon.

## Formation
Après son investiture dimanche 23 mai 2021 à Porto-novo capitale du Bénin, Patrice Talon rend publique la liste de son gouvernement le mardi 25 mai 2021. Plusieurs anciens ministres lors de son premier mandat sont reconduits dans leurs postes,. C'est la liste  du premier gouvernement de son second mandat. Ce nouveau gouvernement est composé de vingt trois ministres dont cinq femmes.  

## Composition
Au départ, le gouvernement de Talon II se présente comme suit:
| Fonction                                                                                  | Titulaire | Titulaire                   | Parti  |
| ----------------------------------------------------------------------------------------- | --------- | --------------------------- | ------ |
| Président de la République                                                                |           | Patrice Talon               | Sans   |
| Vice-présidente                                                                           |           | Mariam Chabi Talata         | UP     |
| Ministre d'État chargé du Développement et de la Coordination de l'action gouvernementale |           | Abdoulaye Bio Tchané        | BR     |
| Ministre d'État chargé de l'Économie et des Finances                                      |           | Romuald Wadagni             | Sans   |
| Garde des Sceaux, Ministre de la Justice et de la Législation                             |           | Sévérin Quenum              | Sans   |
| Ministre des Affaires étrangères et de la Coopération                                     |           | Olushegun Bakari            | Sans   |
| Ministre du Cadre de vie et du Développement durable                                      |           | José Didier Tonato          | Sans   |
| Ministre de la Santé                                                                      |           | Benjamin Hounkpatin         | Sans   |
| Ministre de l'Intérieur et de la Sécurité publique                                        |           | Alassane Seidou             | Alafia |
| Ministre de l'Agriculture et de la Pêche                                                  |           | Gaston Dossouhoui           | Sans   |
| Ministre de la Décentralisation et de la Gouvernance locale                               |           | Raphaël Akotegnon           | PRD    |
| Ministre des Affaires sociales et de la Microfinance                                      |           | Véronique Tognifodé Mewanou | UP     |
| Ministre du Travail et de la Fonction publique                                            |           | Adidjatou Mathys            | Sans   |
| Ministre du Tourisme, de la Culture et des Arts                                           |           | Jean-Michel Abimbola        | Sans   |
| Ministre des Enseignements maternel et primaire                                           |           | Salimane Karimou            | Sans   |
| Ministre des Enseignements secondaire, technique et de la Formation professionnelle       |           | Yves Kouaro Chabi           | UP     |
| Ministre de l'Enseignement supérieur et de la Recherche scientifique                      |           | Éléonore Yayi Ladekan       | Sans   |
| Ministre de l'Économie numérique et de la Digitalisation                                  |           | Aurélie Adam Soulé          | Sans   |
| Ministre des Infrastructures et des Transports                                            |           | Hervé Yves Hehomey          | Sans   |
| Ministre de l'Eau et des Mines                                                            |           | Samou Seïdou Adambi         | FCBE   |
| Ministre de l'Énergie                                                                     |           | Jean-Claude Houssou         | Sans   |
| Ministre de l'Industrie et du Commerce                                                    |           | Alimatou Assouman           | Sans   |
| Ministre délégué auprès du Président de la république chargé de la Défense nationale      |           | Fortunet Alain Nouatin      | Sans   |
| Ministre des Sports                                                                       |           | Oswald Homeky               | UP     |
| Ministre des Petites et moyennes entreprises et de la Promotion de l'Emploi               |           | Modeste Tihounté Kérékou,   | Sans   |
| Secrétaire général adjoint Porte-parole du gouvernement                                   |           | Wilfried Léandre Houngbédji | Sans   |

## Liste des ministres entrants
Au nombre des nouvelles entrées dans cette première équipe gouvernementale, il y a Raphaël Akotegnon du Parti du renouveau démocratique, Yves Kouaro Chabi de l’Union progressiste.  
Romuald Wadagni qui faisait déjà partie de l'équipe est fait ministre d'État chargé de l’Économie et des Finances avec des responsabilités plus larges.

## Liste des ministres sortants
Dans cette nouvelle équipe, on note l'absence de Mahougnon Kakpo et celui de Sacca Lafia qu'avaient respectivement les portefeuilles du ministère de l’enseignement secondaire et du ministère de l'Intérieur et de la Sécurité publique,.

## Suppression d'un ministère
Après la publication des membres du gouvernement, 23 portefeuilles ministériels dont un supprimé de la liste : celui du ministère de la Communication et des Postes. La Poste du Bénin est désormais rattachée au ministère des Finances,,.